# Ives Ensemble
Het Ives Ensemble is een Nederlands ensemble dat zich toelegt op het uitvoeren van ongedirigeerde kamermuziek van de twintigste en eenentwintigste eeuw. Het ensemble werd in 1986 opgericht door pianist John Snijders en bestaat uit een vaste kern van dertien musici. Composities van Charles Ives, John Cage, Morton Feldman en Stefan Wolpe vormen het fundament van het repertoire.
Verscheidene componisten hebben voor het Ives Ensemble een opdrachtwerk geschreven, waaronder John Cage, Aldo Clementi, Walter Zimmermann, Gerald Barry, Andrew Culver, Christopher Fox, Fabio Nieder, Ron Ford, Jan van de Putte, James Rolfe, Ivo van Emmerik, Allison Cameron, Richard Rijnvos, Richard Ayres, Micha Hamel, Magnus Robb en Michel van der Aa.
Het Ives Ensemble concerteerde op diverse internationale festivals, zoals de Gaudeamus Muziekweek, de Darmstädter Ferienkurse für Neue Musik, Biennale Zagreb, Huddersfield Contemporary Music Festival en het Holland Festival. Ook presenteerde het programma’s op podia in Bratislava, Praag en Berlijn.
In 2008 werd de VSCD Klassieke Muziekprijs in de categorie Beste prestatie van een (klein) ensemble aan het ensemble toegekend.

Het Ives Ensemble houdt kantoor in het Muziekgebouw aan 't IJ in Amsterdam.